# V. (роман)
V. — дебютный роман Томаса Пинчона, опубликованный в 1963 году. В нём описаны похождения отставного моряка ВМФ США Бенни Профейна, его воссоединение с псевдобогемными художниками и повесами в Нью-Йорке, а также поиски Гербертом Стенсилом мистической «V.»

## Редакции
В 2012 году выяснилось, что существовало несколько редакций романа. Это произошло из-за того, что правки Томаса Пинчона в текст романа были внесены уже после публикации первого издания, и поэтому были учтены только в изданиях Jonathan Cape и Bantam. В США об этом факте довольно быстро забыли, поэтому большинство американских изданий, включая недавно[когда?] вышедшую электронную книгу, использовали первую, неотредактированную версию романа, британские же издавались с учётом авторских правок.

## Переводы на русский язык
За публикацию романа в нулевых[уточнить] боролись два издательства: «Симпозиум» и «Амфора», но странным[уточнить] образом в двухтысячном году книга вышла одновременно в обоих издательствах. Над переводом работали одновременно две команды переводчиков: с одной стороны Г. Григорьев и А. Ханин, с другой — Н. Махлаюк, С. Слободянюк и А. Захаревич. История началась с того, что первые главы перевода романа оказались у издательства «Северо-Запад», но вскоре оно прекратило своё существование, после чего переводом Григорьева и Ханина заинтересовалась «Амфора». Спустя какое-то время пропала и «Амфора», после чего переводчик опубликовал свой перевод в интернет-библиотеке Максима Мошкова. И только после этого перевод появился уже под обложкой «Амфоры». В том же году в издательстве «Симпозиум» вышел и перевод второй команды.
Последний на сегодняшний[уточнить] день перевод опубликован в издательстве «Эксмо», он принадлежит М. Немцову.